# Orientalisme juridique

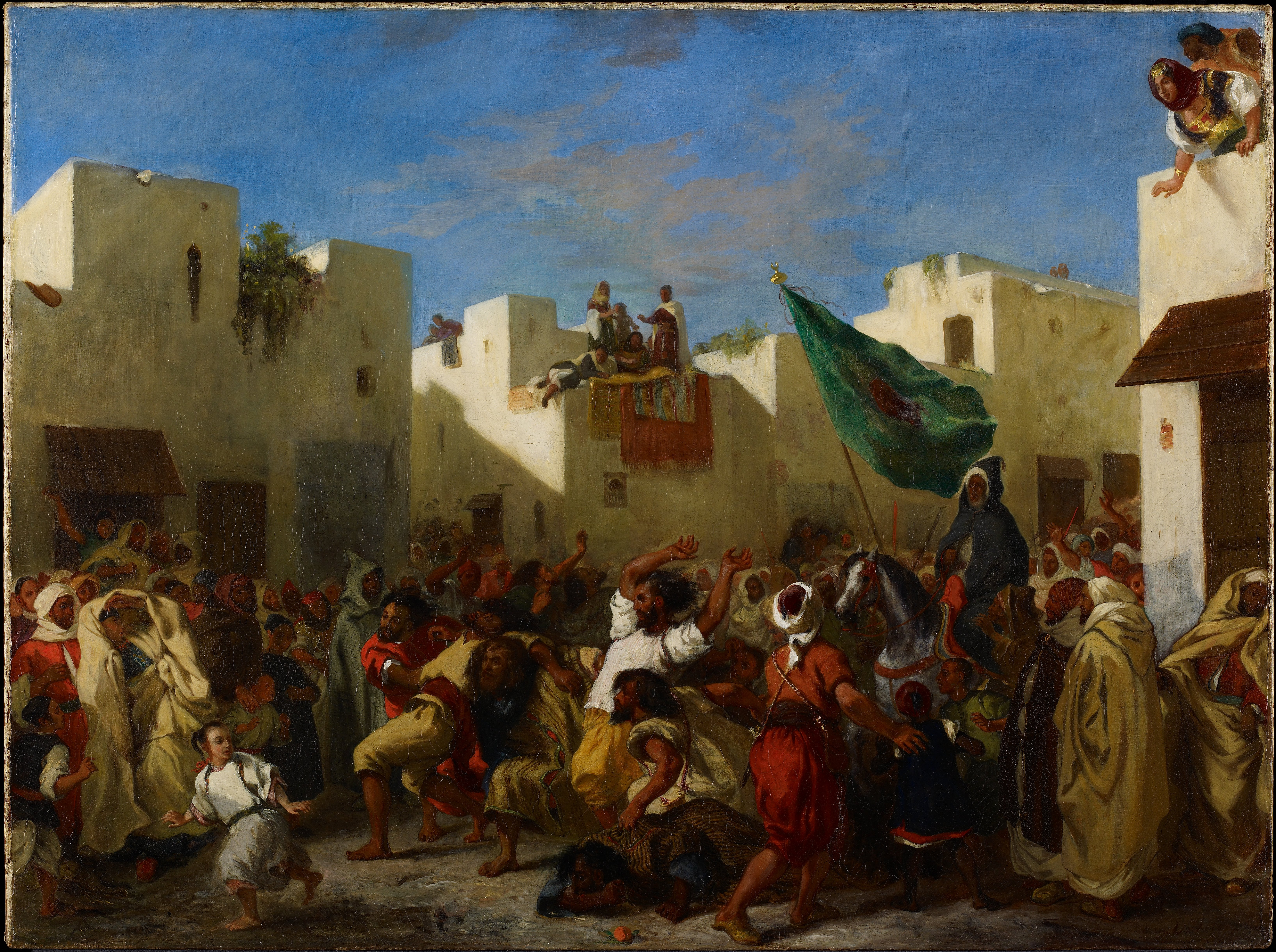
Le tableau de Delacroix Les fanatiques de Tanger est caractéristique d'une vision orientaliste de la politique et du droit.

L'orientalisme juridique est l'ensemble des manières dont les travaux des juristes occidentaux imaginent de façon déformée les institutions et lois « orientales ». La critique de cet imaginaire, introduite par Edward Said dans son ouvrage L'Orientalisme en 1978, expose comment les perceptions européennes ont influencé la construction du discours et des connaissances sur les pays du monde arabe et de l'Asie. L'orientalisme concernant spécifiquement les systèmes juridiques peut être direct, émettant des propositions généralisantes sur le droit chinois par exemple, ou indirect, influençant les processus juridiques nationaux ou internationaux eux-mêmes.
Les critiques de l'orientalisme juridique promeuvent une réflexion éthique qui implique de sensibiliser les comparatistes occidentaux aux préjugés eurocentriques latents dans leurs cultures, mais aussi de déconstruire les dichotomies et d'offrir une description plus nuancée des droits orientalisés.